# Eugen Zwiedineck
Eugen Zwiedineck, romunski general, * 21. februar 1886, † 29. avgust 1956.